# Throw It Down (Remix)
Throw It Down (Remix) is een ep van Dominique Young Unique welke verscheen ter gelegenheid van haar debuutsingle "Throw It Down", die uitkwam op 21 maart 2014. De remix zelf verscheen op 18 april 2014. De "Throw It Down" single piekte op nummer 43 in de Vlaamse Ultratop 50.  

## Tracklist
| Nr. | Titel                                 | Duur |
| --- | ------------------------------------- | ---- |
| 1.  | Throw It Down (Super Stylers Remix)   | 6:24 |
| 2.  | Throw It Down (Vato Gonzalez Remix)   | 3:15 |
| 3.  | Throw It Down (Rockwell Remix)        | 4:45 |
| 4.  | Throw It Down (Copy Paste Soul Remix) | 5:44 |
| 5.  | Throw It Down (East Freaks Remix)     | 4:41 |